# Wohn- und Wirtschaftsgebäude Niederhörne 35
Das Wohn- und Wirtschaftsgebäude Niederhörne 35 (späteres und ehemaliges Pastorat) im niedersächsischen Elsfleth, Ortsteil Moorriem, Bauerschaft Neuenbrok/Niederhörne im Landkreis Wesermarsch, stammt aus dem späten 18. oder frühen 19. Jahrhundert.

Aktuell (2023) wird es als Wohnhaus und gewerblich genutzt.
Das Gebäude steht unter Denkmalschutz (siehe auch Liste der Baudenkmale in Elsfleth).

## Geschichte
Die Marschhufensiedlung Moorriem mit der nördlichen Bauerschaft Neuenbrok erstreckt sich über etwa 16 Kilometer, wurde nach 1062 gegründet und erhielt im 14. Jahrhundert die heutige Struktur mit den schmalen, oft extrem langgestreckten Parzellen. Im Abstand von ca. 50 bis 100 Metern liegen zahlreiche Hofstellen auf Wurten.

Sieben nebeneinanderliegende Hofanlagen (Niederhörne 25–35 und Birkenstraße 1) aus der Zeit vom späten 18. bis zur Mitte des 19. Jahrhunderts auf Wurten mit sechs Zweiständerhallenhäusern in Fachwerk sind denkmalgeschützt.
Dieses eingeschossige giebelständige Wohn- und Wirtschaftsgebäude als etwas breiteres Vierständer-Hallenhaus im Wohnteil und Zweiständer-Hallenhaus im Wirtschaftsteil, in Fachwerk mit Steinausfachungen, mit reetgedecktem Krüppelwalmdach und Niedersachsengiebeln mit Uhlenloch sowie der Grooten Door mit Korbbogen stammt von um 1790/1800. Der breitere Wohnteil stammt aus der zweiten Hälfte des 19. Jahrhunderts (vermutlich um oder nach 1863). Der Wirtschaftsgiebel in Fachwerk ist erneuert worden.

Das Gebäude wurde später bis in das 20. Jahrhundert als Pastorat der hier 1863 erbauten evangelischen-luth. Kirche St. Nicolai (Niederhörne 35a) genutzt.
Auf dem tiefen und etwas breiteren Grundstück stehen weitere nicht denkmalgeschützte gewerblich genutzte Gebäude und markante alte Bäume.
Das Landesdenkmalamt befand: „… Pastorat Niederhörne 35 … Teil der Gruppe ‚Hofanlagen Niederhörne 25-35 und Birkenstraße 1‘ … eine geschichtliche und städtebauliche Bedeutung … .“